# Janko Vukotić
Janko Vukotić, cyr. Јанко Вукотић (ur. 18 lutego 1866 w Čevie, zm. 4 lutego 1927 w Belgradzie) – czarnogórski generał w okresie wojen bałkańskich i I wojny światowej, premier rządu czarnogórskiego w latach 1913–1915, ojciec Vasiliji Vukotić.

## Życiorys
Ukończył akademię wojskową w Modenie. W 1908 został wysłany jako specjalny przedstawiciel Czarnogóry na rozmowy z serbskimi oficerami odnośnie do wspólnych działań przeciwko Turcji Osmańskiej. Został zatrzymany w Zagrzebiu przez policję austro-węgierską. Miał wtedy stwierdzić, że jeśli po raz kolejny wkroczy na terytorium Austro-Węgier to tylko z szablą w ręku. W 1910 został mianowany dowódcą 1 dywizji piechoty armii czarnogórskiej. W czasie I wojny bałkańskiej kierował operacjami armii czarnogórskiej w Sandżaku, a następnie objął funkcję szefa sztabu armii.
W styczniu 1916 dowodził oddziałami czarnogórskimi, które odniosły zwycięstwo nad armią austro-węgierską w bitwie pod Mojkovacem. 25 stycznia 1916, w imieniu Czarnogóry podpisał rozejm z Austro-Węgrami, a następnie trafił do niewoli.
Miał syna Wukaszina i córkę o imieniu Wasilija.
Był odznaczony Orderem Gwiazdy Jerzego Czarnego i Orderem Daniły I. W marcu 1997 w centrum Mojkovaca odsłonięto gigantyczny pomnik Vukoticia.